# Christian Swierczinski
Pas d'image ? Cliquez ici

a Compétitions nationales et continentales officielles uniquement.

b Matchs officiels uniquement.
Dernière mise à jour le 24 janvier 2025.
Christian Swierczynski, est né le 28 juillet 1946 à Saint-Maime-de-Péreyrol et mort le 22 décembre 2012 à Bègles. C’est un ancien joueur de rugby à XV, qui a joué avec le CA Bègles-Bordeaux et l'équipe de France, évoluant au poste de talonneur.
Il semble que l'orthographe réelle de son nom soit : "Swierczynski".
Certainement 

## Carrière
Christian Swierczinski dispute son premier test match le 22 février 1969, contre l'équipe d'Angleterre, son deuxième et dernier test match est contre l'équipe d'Argentine le 2 juillet 1977.
Il était surnommé "Tarzan".

## Palmarès
- Vainqueur du Championnat de France de première division en 1969 avec le CA Bègles
- Finaliste du Championnat de France de première division 1967 avec le CA Bègles